# کانتون تورگاو
کانتون تورگاو یکی از کانتون‌های سوئیس است.